# Banas Occidental
Banas Occidental és un riu del Rajasthan. Neix a les muntanyes Aravalli al nord-est del Mont Abu (districte de Sirohi) i corre cap al sud-oest cap al Gujarat pels districtes de Banaskantha i Patan, fins a arribar al Rann de Kutch per dues boques, on desaigua prop de Gokhatar.
Té un recorregut de 275 km. El seu curs se sec fora dels mesos de pluges.